# 守口市
守口市（もりぐちし）は、大阪府の北河内地域に位置する市。
大阪市に隣接し、そのベッドタウンを形成する衛星都市の一つであると同時に、大阪都市圏における都市雇用圏の中心にも含まれる。計量特定市に指定されている。

## 地理
大阪市の北東部に接し、北側は淀川に面している。門真市を取り囲む形で形成されており、市域はまとまりのある形ではない。もともと低湿地帯が多く、蓮根畑が多かった。花博記念公園鶴見緑地の西半分は守口市である（「咲くやこの花館」は大阪市域ではなく守口市域に立地）。また、パナソニックの登記上の本社所在地は門真市大字門真になっているが、本社事務所は国道1号沿いの守口市八雲中町に立地する。

### 隣接する自治体・行政区

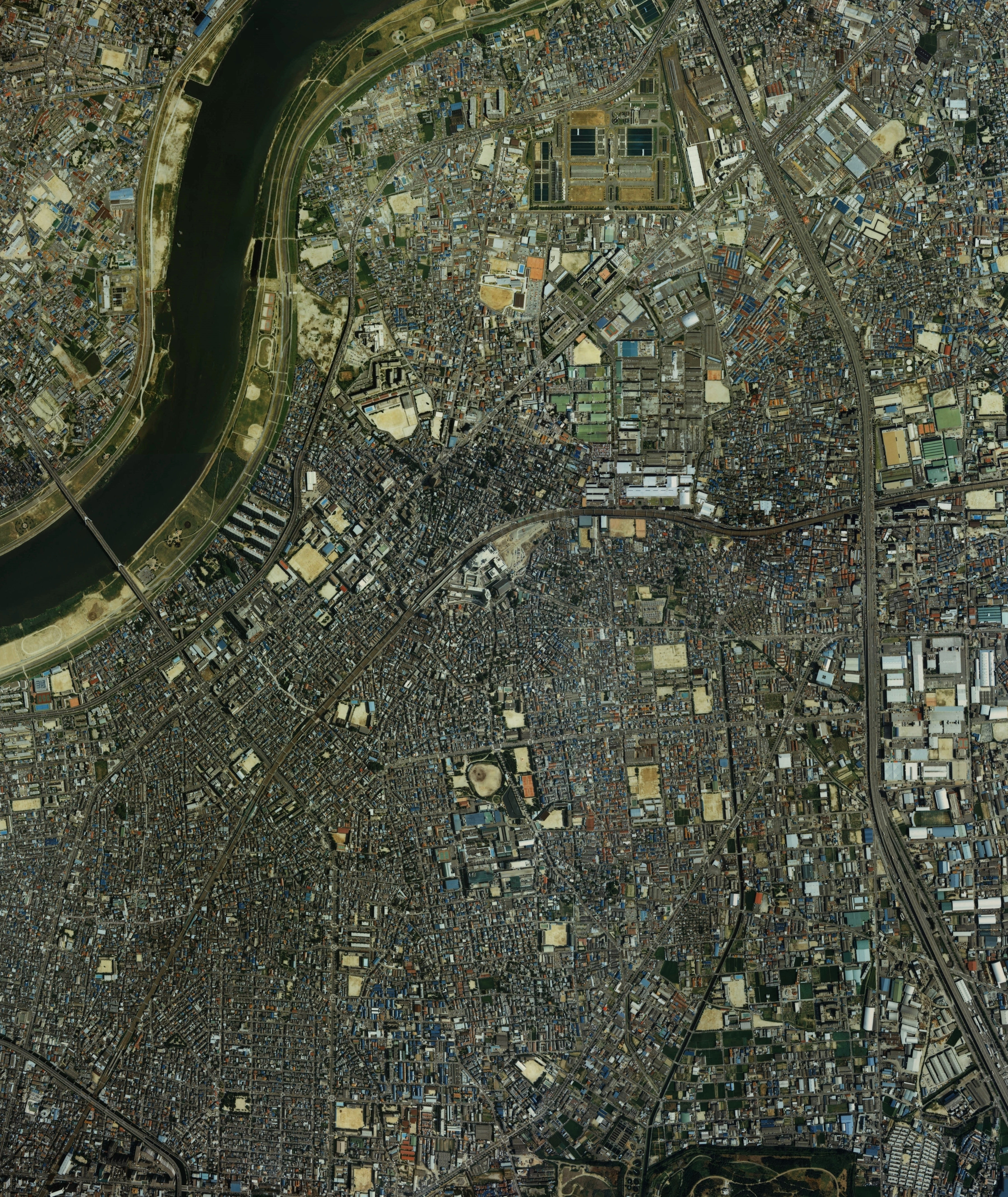
守口市中心部周辺の空中写真。1985年撮影の6枚を合成作成。。

- 大阪市（旭区、鶴見区、東淀川区）
- 門真市
- 寝屋川市
- 摂津市

## 地名の由来
地名の由来として、豊臣秀吉による大坂城築城に伴う「まもり口」が転じて「守口」となったとするのは俗言である。昭和38年発刊の守口市史（本文編第1巻）によれば室町期には既に下仁和寺庄森口/守口村と2つの表記が存在しており、初期は前者の表記が多く見られる。同書は守口周辺から生駒山地（特に飯盛山）へ広がっていた原生林の入り口の意から生じた「森口」が、石山本願寺/大坂城との関係で軍事的意味の「守口」に変化したと結論している。
守口大根、守口漬などは現在の守口の名物ではなく、愛知県（名古屋市など）で作られている。しかし、守口大根という名前は、江戸時代に現在の守口市附近で栽培されていたことからきている。

## 歴史
- 「守口」の地名が出てくる資料は、来迎寺（1372年）創建の「来迎寺縁記」が初出である。
- 江戸時代には京街道の宿場となる（守口宿）。

ご当地キャラクター
・2015年（平成27年）守口市公式マスコットキャラクター 「もり吉」

### 沿革

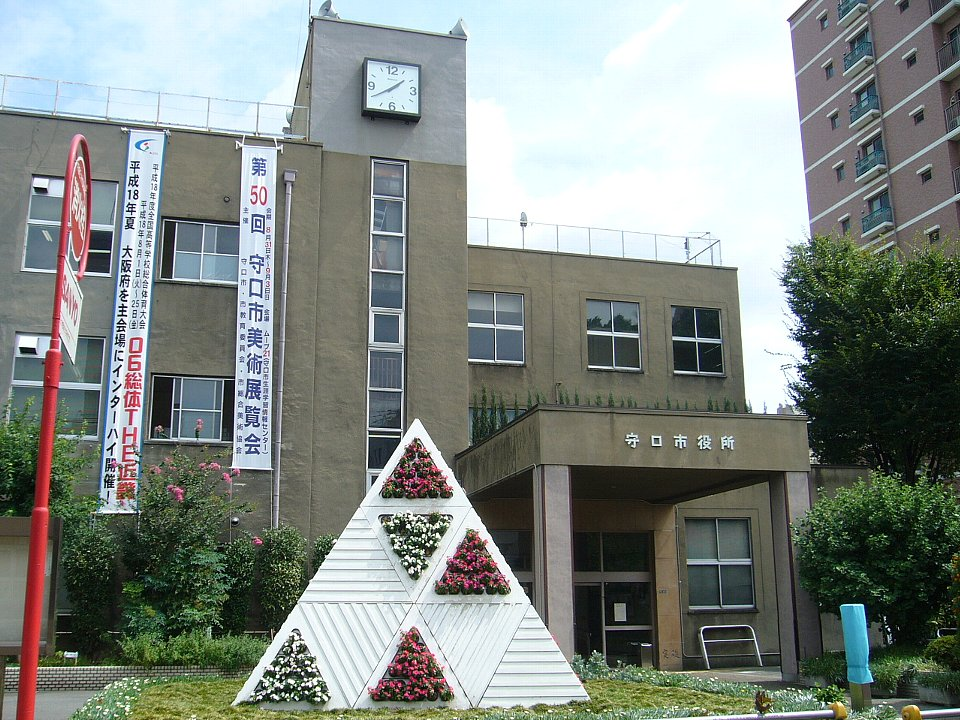
守口市役所旧庁舎

- 1946年（昭和21年）11月1日 - 北河内郡守口町・三郷町が合併して守口市が発足。大阪府下第11番目の市。
- 1957年（昭和32年）4月1日 - 北河内郡庭窪町を編入。
- 2016年（平成28年）10月31日 - 市役所庁舎が旧三洋電機本社として使われていた旧守口第1ビルに移転。

### 門真市との合併協議
2005年に隣接する門真市と合併することを協議し、新名称は「守口門真市」に決定したが、2004年 9月に行われた住民投票で合併反対派が全体の約87%を占め、事実上合併は消滅した。この住民投票の投票率は約51%だった（投票率50%以上で開票、有効。門真市は投票率50%に満たず、開票されなかった）。

## 行政

### 市長
- 市長：瀬野憲一

|      | 氏名     | 就任          | 退任          | 備考                                             |
| ---- | -------- | ------------- | ------------- | ------------------------------------------------ |
| 初代 | 八代智蔵 | 1947年4月6日  | 1949年9月25日 | リコールにより失職。                             |
| 2代  | 井上七郎 | 1949年11月3日 | 1953年11月2日 |                                                  |
| 3代  | 木崎正隆 | 1953年11月3日 | 1987年9月     | 孫は五嶋節。曾孫は五嶋みどりと五嶋龍。           |
| 4代  | 喜多洋三 | 1987年9月13日 | 2007年8月31日 |                                                  |
| 5代  | 西口勇   | 2007年9月9日  | 2011年7月8日  | 健康上の理由により辞職後死去。                   |
| 6代  | 西端勝樹 | 2011年8月7日  | 2023年4月1日  | 市長選日程を市議選に合わせるため任期途中で辞職。 |
| 7代  | 瀬野憲一 | 2023年4月24日 |               |                                                  |

### 財政

#### 2012年度（決算）
- 財政力指数 0.77
- 標準財政規模 298億5163万円
- 普通会計歳出総額 559億8767万円
- 普通会計歳入総額 569億8009万円
- 実質収支 9億5397万円
- 経常収支比率 100.7%
- 人口一人当たり地方債現在高 34万5301円 普通会計分のみ
- 実質公債費比率 8.2%
- 将来負担比率 64.9%
- 人口1000人当たり職員数 5.69人
  - 内訳 一般職員 779名（うち技能労務職20名） 教育公務員 50名（消防職は一部事務組合のため0名） 合計 829名
- 市職員一人当たり平均給料月額（一般行政職 2012年4月1日現在） 33万2223円
- 市職員ボーナス（＝期末・勤勉手当）平均支給額（2011年度） 183万1000円
- 市職員一人当たりの平均人件費概算値 （2011年度） 840万1983円
- 職員給与費（一般会計分 2011年度） 平均 給料417万3238円 職員手当 109万7317円 期末・勤勉手当 169万7341円 合計696万7896円
- 平均給与年額696万7896円
- 市職員の平均定年退職金 2613万6000円（59.28月 2012年4月1日現在）

地方債等の残高
- 1普通会計分の地方債 503億5241万円
- 2特別会計分の地方債等 291億1920万円
- 3関係する一部事務組合分の債務（将来負担等見込額） 4億9096万円

地方債等の合計 799億6257万円守口市民一人あたりの地方債等残高 54万8357円

### 広域事務
- 守口市門真市消防組合（守口市・門真市）
- くすのき広域連合（守口市・門真市・四條畷市）
- 飯盛霊園（守口市・門真市・大東市・四條畷市）
- 大阪府都市競艇企業団（守口市・堺市・岸和田市・豊中市・東大阪市・池田市・吹田市・泉大津市・高槻市・貝塚市・枚方市・茨木市・八尾市・泉佐野市・富田林市・寝屋川市の16市で構成する住之江競艇場の主催者の一つ）
- 大阪広域水道企業団（大阪市を除く府内42市町村で構成）
- 大阪広域環境施設組合

### 公的機関

#### 国・府の施設
- 大阪法務局守口出張所（竜田通2丁目）
- 守口年金事務所（京阪本通2丁目）
- 守口警察署（京阪本通2丁目）
- 大阪府守口保健所（京阪本通2丁目）

#### その他
- 大阪市水道局・大阪広域水道企業団庭窪浄水場 - 府営水道の拠点でもある。
- 大阪市高速電気軌道（Osaka Metro、旧・大阪市営地下鉄）谷町線大日車庫
- 大阪市高速電気軌道大日検車場
- 大阪シティバス守口営業所 - 大阪シティバス（旧・大阪市営バス）の車庫があり、大阪市の交通に重要な場所を占めている（かつては大阪市電および大阪市営トロリーバスの終点、守口車庫所在地でもあった）。

## 議会

### 市議会
- 定数は22人。
- 任期：2023年5月1日 - 2027年4月30日
- 2023年5月24日時点での会派構成は以下の通り。

| 会派名                       | 議席数 | 所属党派     |
| ---------------------------- | ------ | ------------ |
| 守口市議会公明党             | 7      | 公明党       |
| 大阪維新の会守口市議会議員団 | 6      | 大阪維新の会 |
| 日本共産党守口市会議員団     | 2      | 日本共産党   |
| 守口未来会議                 | 5      | 無所属       |
| 自由民主党守口市議会議員団   | 2      | 自由民主党   |

### 府議会
- 定数：1名（2015年の府議選より定数減）
- 任期：2023年4月30日 - 2027年4月29日
- 西田薫（大阪維新の会）

### 衆議院
- 任期 ： 2021年（令和3年）10月31日 - 2025年（令和7年）10月30日（「第49回衆議院議員総選挙」参照）

| 選挙区                                                  | 議員名   | 党派名 | 当選回数 | 備考   |
| ------------------------------------------------------- | -------- | ------ | -------- | ------ |
| 大阪府第6区（守口市、門真市、大阪市鶴見区、大阪市旭区） | 伊佐進一 | 公明党 | 4        | 選挙区 |

## 地域

### 人口
平成22年国勢調査より前回調査からの人口増減をみると、0.62％減の146,554人であり、増減率は府下43市町村中24位、72行政区域中43位。
| |                                        |  |
| 守口市と全国の年齢別人口分布（2005年） | 守口市の年齢・男女別人口分布（2005年） |  |
| ■紫色 ― 守口市 ■緑色 ― 日本全国 | ■青色 ― 男性 ■赤色 ― 女性              |  |
| 守口市（に相当する地域）の人口の推移 \| 1970年（昭和45年） \| 184,466人 \| \| \| 1975年（昭和50年） \| 178,383人 \| \| \| 1980年（昭和55年） \| 165,630人 \| \| \| 1985年（昭和60年） \| 159,400人 \| \| \| 1990年（平成2年） \| 157,372人 \| \| \| 1995年（平成7年） \| 157,306人 \| \| \| 2000年（平成12年） \| 152,298人 \| \| \| 2005年（平成17年） \| 147,465人 \| \| \| 2010年（平成22年） \| 146,697人 \| \| \| 2015年（平成27年） \| 143,042人 \| \| \| 2020年（令和2年） \| 143,096人 \| \| |                                        |  |
| 総務省統計局 国勢調査より |                                        |  |
| 1970年（昭和45年） | 184,466人                              |  |
| 1975年（昭和50年） | 178,383人                              |  |
| 1980年（昭和55年） | 165,630人                              |  |
| 1985年（昭和60年） | 159,400人                              |  |
| 1990年（平成2年） | 157,372人                              |  |
| 1995年（平成7年） | 157,306人                              |  |
| 2000年（平成12年） | 152,298人                              |  |
| 2005年（平成17年） | 147,465人                              |  |
| 2010年（平成22年） | 146,697人                              |  |
| 2015年（平成27年） | 143,042人                              |  |
| 2020年（令和2年） | 143,096人                              |  |

### 教育

#### 小学校
- 守口市立守口小学校
- 守口市立寺方南小学校
- 守口市立さくら小学校
- 守口市立庭窪小学校

- 守口市立八雲小学校
- 守口市立錦小学校
- 守口市立金田小学校
- 守口市立梶小学校

- 守口市立藤田小学校
- 守口市立八雲東小学校
- 守口市立佐太小学校
- 守口市立下島小学校

- 守口市立よつば小学校

#### 中学校
- 守口市立第一中学校
- 守口市立庭窪中学校

- 守口市立八雲中学校
- 守口市立梶中学校

- 守口市立大久保中学校
- 守口市立錦中学校

- 守口市立樟風中学校

#### 義務教育学校
- 守口市立さつき学園 - 2016年4月、さつき小学校と第三中学校を統合。

#### 高等学校
公立
- 大阪府立守口東高等学校
- 大阪府立芦間高等学校 - 守口北高等学校と守口高等学校が統合。
- 大阪府立淀川工科高等学校 - 住所は大阪市旭区だが敷地が守口市に跨がる。

私立
- 大阪国際滝井高等学校
- 大阪国際大和田高等学校
- 大阪電気通信大学高等学校

#### 特別支援学校
- 大阪府立守口支援学校

#### 大学
- 関西医科大学
- 大阪国際大学

#### 専修学校
- パナソニック健康保険組合立松下看護専門学校

### 主な施設

#### 文化施設
- 守口文化センターエナジーホール
- 守口市立図書館

#### 運動施設
- 守口市民体育館
- 守口市市民球場
- 大枝公園テニスコート
- 淀川河川敷運動広場

#### 公園
- 淀川河川公園
- 花博記念公園鶴見緑地
- 大枝公園

## 経済

### 産業
隣接する門真市とまたがってパナソニック（旧・松下電器産業）の実質本社があることから下請け部品会社が多く、パナソニックの従業者が多い。
京阪守口市駅前は、ホテル・アゴーラ大阪守口（プリンスホテル、松下グループ（当時の名称はロイヤルパインズホテル）を経て、現在は香港資本傘下）や、京阪百貨店もある。

### 守口市に本店・本部を置く主な企業・団体
- パナソニック株式会社エナジー社（旧・松下電池工業）
- 松下記念病院
- 関西医科大学総合医療センター
- エスティック
- ジャガーインターナショナルコーポレーション（旧・ジャガーミシン）
- 大阪スバル
- いすゞ自動車近畿
- 山岡金属工業
- 白ハト食品工業
- 淀川製作所
- 学校法人大阪国際学園
- 美容口腔管理学会
- ロジスネクストユニキャリア

### 再開発
大日駅前再開発として、2002年（平成14年）7月に守口大日地域が特定都市再生緊急整備地域の指定を受け、2006年（平成18年）9月に「イオンモール大日」が三洋電機大日工場（2001年9月閉鎖）跡地に開業した。隣接する超高層マンション「サンマークスだいにち」などによる再開発が進行。

### 商店街
市内には23もの商店街（会）がある。

### 商業施設
- 京阪百貨店
- イオンモール大日・イオンスタイル大日（大日東町）
- イオンフードスタイル守口店（京阪本通二丁目・旧市役所跡地に2023年12月8日開店）
- ジャガータウン（佐太東町二丁目）
  - 阪急オアシス守口店
- 西友守口店（河原町）
- ドン・キホーテ大日店（八雲東町一丁目）
- 万代八雲店（日光町）、太子橋店（京阪本通二丁目）
- 関西スーパー西郷店（西郷通二丁目）
- マックスバリュ守口高瀬店（高瀬町五丁目・光洋が運営）
- 食品館アプロ守口藤田店（藤田町二丁目）、守口八雲店（八雲西町二丁目）
- スーパー玉出千林店（滝井西町一丁目）
- ライフ守口滝井店（文園町）、守口寺方店（寺方本通二丁目）

### 金融機関
- りそな銀行（守口支店）
- 三井住友銀行（守口支店/守口市駅前出張所）
- みずほ銀行（守口支店）
- 三菱UFJ銀行（守口支店）
- 京都銀行（大日支店）
- 関西みらい銀行
  - 旧近畿大阪銀行（守口支店/守口きんだ支店）※守口きんだ支店は金田支店内
  - 旧関西アーバン銀行（守口南支店/金田支店）※守口南支店は守口支店内
- 四国銀行（守口支店）
- 徳島大正銀行（守口出張所）
- イオン銀行（イオンモール大日店）
- 北おおさか信用金庫
  - 旧摂津水都信用金庫（守口支店）
  - 旧十三信用金庫（十三守口支店）
- 近畿労働金庫（守口支店）
- 大阪信用金庫（守口東支店/花博公園支店）
- 大阪厚生信用金庫（守口支店）
- 大阪シティ信用金庫（守口支店）
- 枚方信用金庫（守口支店/守口東支店）
- 京都信用金庫（守口支店）
- 大同信用組合（守口支店）
- のぞみ信用組合（守口支店）
- 北河内農業協同組合（庭窪支店/大久保支店/守口八雲支店）

### 日本郵政グループ
（2012年12月現在）
- 日本郵便株式会社

- - 守口郵便局（日吉町） - 集配局。
  - イオン大日SC内郵便局（大日東町） ★
  - 守口藤田（とうだ）郵便局（藤田町）
  - 守口大久保郵便局（大久保町）
  - 守口佐太（さた）郵便局（佐太中町）
  - 守口金田（きんだ）郵便局（金田町）
  - 守口金田一郵便局（金田町）
  - 守口寺方本通（てらかたほんどおり）郵便局（寺方本通）
  - 守口寺方郵便局（寺方元町）

- - 守口北本通（きたほんどおり）郵便局（京阪北本通）
  - 守口西郷郵便局（西郷通（さいごうどおり）） ★
  - 守口八雲西（やぐもにし）郵便局（八雲西町）
  - 守口八雲東郵便局（八雲東町）
  - 守口土居郵便局（平代町（ひらだいちょう））
  - 守口大枝郵便局（大枝東町）
  - 守口高瀬郵便局（馬場町）
  - 守口梶（かじ）郵便局（梶町） ★

- ゆうちょ銀行
  - 大阪支店 守口出張所（日吉町／守口郵便局と併設）（ATMはホリデーサービス実施）
  - 大阪支店 京阪守口市駅内出張所（河原町）（ATMのみ／ホリデーサービス実施）
  - 大阪支店 関西医科大学内出張所（文園町（ふみぞのちょう））（ATMのみ）

その他各郵便局にATMが設置されており、★印の郵便局ではホリデーサービスを実施。
※守口市内の郵便番号は「570-00xx」（守口郵便局の集配担当）となっている。

## 姉妹都市・提携都市
- 東洋町（高知県安芸郡）
- 安曇川町（滋賀県、現高島市）
- 花園村（和歌山県、現かつらぎ町一部）
- ニューウエストミンスター市 （カナダ・ブリティッシュコロンビア州）
- 中山市 （中国・広東省）

## 交通機関

### 鉄道路線
京阪電気鉄道
- 京阪本線

- 滝井駅 - 土居駅 - 守口市駅

大阪市高速電気軌道（Osaka Metro）
- 谷町線

- 守口駅 - 大日駅

大阪モノレール
- 本線

- 大日駅

なお、1980年6月8日に京阪本線の守口市駅付近が高架化して以降、市内の鉄道は全て立体交差となった。大阪府の自治体で踏切が存在しないのは、鉄道自体が存在しない市町村を除き、当市および隣の門真市の2市だけである。

### バス
- 京阪バス - 守口市駅や大日駅を拠点とし、市内や寝屋川市駅・摂南大学といった寝屋川市方面へ向かう路線がある。
- 大阪シティバス - 市内に守口営業所があり、そこを起点に大阪駅や天満橋方面の路線がある。
- あさひあったかバス - 大阪市旭区のコミュニティバスで、経路の一部が守口市を通る。

### 道路
南北道路として国道479号大阪内環状線と大阪府道2号大阪中央環状線が、東西方向に国道1号と国道163号が通っている。他の北河内地域の6市（枚方・寝屋川・大東・門真・四條畷・交野）と同様に、交通渋滞が深刻である。

#### 高速自動車国道
- 近畿自動車道
  - （摂津市） - (2-1)守口JCT - （門真市）
  - 最寄りのインターチェンジは、摂津南IC（吹田方面）と大東鶴見IC（松原方面）

#### 都市高速道路
- 阪神高速道路
  - 12号守口線
    - （大阪市旭区） - (12-08) 守口出入口 - 守口JCT - (12-09) 守口出入口

#### 一般国道
- 国道1号（京阪本通・国土交通省 直轄管理）
- 国道163号（国土交通省直轄管理）
- 国道479号（大阪内環状線・大阪府枚方土木事務所 管理）

#### 主要府道
- 大阪府道2号大阪中央環状線（中環）
- 大阪府道13号京都守口線（旧・京阪国道）
- 大阪府道15号八尾茨木線

#### 一般府道
- 大阪府道158号守口門真線（旧・四日市線）
- 大阪府道159号平野守口線

## 著名な出身者
- 赤楚衛二（俳優、守口市生まれ愛知県育ち）
- 絢香（シンガーソングライター）
- 池乃めだか（吉本新喜劇のお笑いタレント）
- 石井愛子 (高知さんさんテレビアナウンサー)
- 石川優子（歌手）
- 伊藤博幹（サッカー選手）
- 井之上チャル（俳優）
- 岩田稔（プロ野球選手）
- 岩谷良平（政治家）
- 植原卓也（俳優）
- 上方よしお（漫才師、西川のりお・上方よしお）
- 神戸守（アニメ監督）
- 季子（歌手、声優）
- 木村花代（ミュージカル女優、元・劇団四季所属）
- 剣晃敏志（大相撲力士）
- 五嶋節（ヴァイオリニスト）
- コンドル斉藤（女子プロレスラー）
- 坂元正幸（タレント）
- さこみちよ（ラジオパーソナリティ、歌手）
- 塩見貴洋（プロ野球選手）
- Sista Five（歌手グループ）
- 正面健司（ラグビー選手）
- 白石憲浩（元福井放送アナウンサー）
- 大平サブロー（お笑いタレント）
- Toru（ONE OK ROCK）
- ともやん（Lazy Lie Crazy）
- 中川家（兄弟漫才コンビ）
- 中野常男（会計学者）
- 永易将之（プロ野球選手)
- 平井隆太郎（新聞学者）
- 福崎文吾（将棋棋士）
- 前田稔輝（プロボクサー）
- 前の山太郎（大相撲力士）
- 増田英彦（お笑いタレント、ますだおかだ）
- 村井美樹（女優）
- 森ひろこ（グラビアアイドル）
- 森川つくし（演歌歌手）
- 森本亮治（俳優）

## ゆかりのある人物
- 井植歳男（松下幸之助の義弟としてパナソニックの創業に貢献、分社により三洋電機創業） - 兵庫県生まれ。
- 江戸川乱歩（小説家） - 三重県生まれ。守口市八島町に、大正時代に江戸川乱歩が書斎として使っていた家が2010年まで残っていた。この家で『心理試験』や『人間椅子』などの初期の作品を含む21作品が創作された。
- 桂三度（渡辺鐘。落語家、お笑いコンビ・ジャリズム、世界のナベアツ、放送作家） - 滋賀県生まれ。守口市立梶中学校出身。
- 直原玉青（日本画家） - 岡山県生まれ。守口市名誉市民。
- 司馬遼太郎（小説家） - 青年時代に家族で在住。
- 辰吉丈一郎（プロボクサー、世界ボクシング評議会バンタム級元チャンピオン） - 岡山県倉敷市生まれ。守口市在住で、守口市民体育館で世界タイトル戦が行われたこともある。
- 野坂昭如（小説家、歌手） - 神奈川県鎌倉市生まれ。戦後間もなくから数年間寺方西町に住み、最寄り駅の京阪本線滝井駅前から千林駅前でポン引きを短期間した経験が『エロ事師たち』『とむらい師たち』などの元となる。
- 森矢カンナ（女優） - 幼少期から小学生の途中まで在住。
- ルーキー新一（お笑い芸人、レツゴー正児の実兄） - 香川県生まれ。晩年を守口市で過ごした。

## 守口市が登場する作品等
- エロ事師たち（小説）
- Kanon (ゲーム) - 京阪守口市駅付近が、ゲーム版・アニメ版の背景に多く登場。
- 赤灯えれじい（漫画）
- パリ、テキサス、守口（映画。監督：山下敦弘）
- BOXER JOE（映画） - 辰吉丈一郎の人生を描いた映画。

## 名所・旧跡・社寺・遺構
- 来迎寺 石造十三重塔（府指定有形文化財）
- 難宗寺いちょう（府指定天然記念物）
- 妙楽寺つつじ（府指定天然記念物）
- 高瀬神社

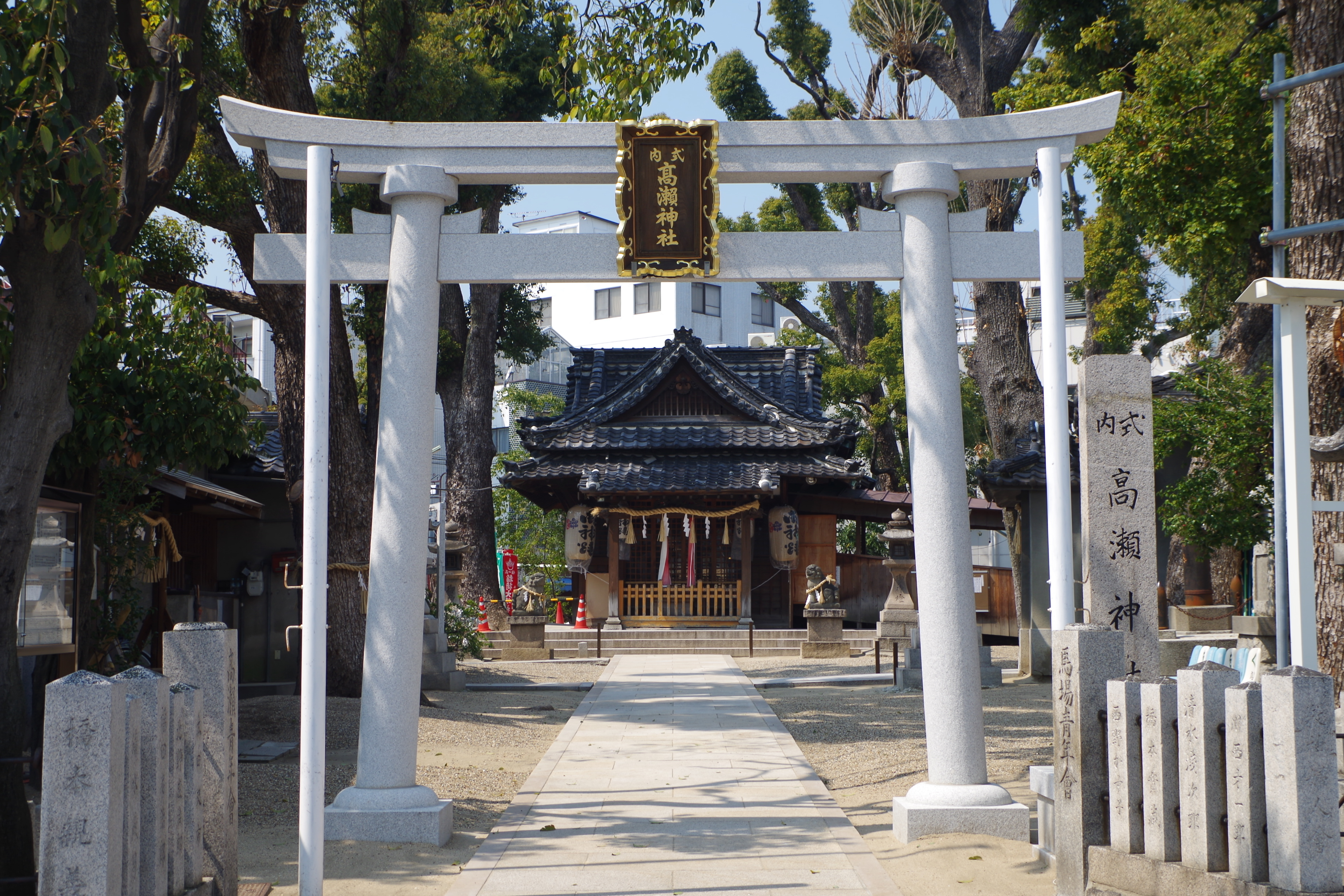
高瀬神社

- 佐太天神宮 本殿、幣殿、拝殿附:棟札（9枚）、棟札（1枚）（府指定有形文化財）
- 佐太神社太刀銘安定附:金梨子地塗糸巻太刀拵（府指定工芸品）
- 守居神社刀銘康広（府指定工芸品）
- 旧中西家住宅（市指定有形文化財（建造物））
- 守口宿
- 河内十七箇所
- 文禄堤
- 清滝街道 (守口街道)
- 大塩平八郎ゆかり書院跡（八島交差点東角（マクドナルドの店）に大塩平八郎の書院が在った。現在は石碑と案内板のみ）

### 国の重要文化財
- 絹本著色八幡曼荼羅図 （来迎寺）
- 木造十一面観音立像 （光明寺）